# Авиш (фрегезия)
Авиш (порт. Avis) — фрегезия (район) в муниципалитете Авиш округа Порталегре в Португалии. Территория — 92,09 км². Население составляет 1950 человек на 2001 год. Занимает площадь 92,09 км².
По административному делению до 1976 года входил в провинцию Алту-Алентежу. Находится в экономико-статистический субрегионе Алту-Алентежу, который входит в Алентежу. 